# Kilari
Kilari (きらりん☆レボリューション?, Kirarin Reboryūshon, Kirarin Revolution, lett. "La rivoluzione di Kilari" o "Rivoluzione splendente/scintillante") è un manga shōjo scritto e disegnato da An Nakahara, pubblicato in Giappone sulla rivista Ciao di Shogakukan dal 1º marzo 2004 e in seguito dal 2006 su Pucchigumi fino al 1º maggio 2009. Nel 2007, l'opera ha vinto il premio Shogakukan per i manga come miglior fumetto per bambini. Il titolo della serie deriva dal titolo della canzone di debutto di Kilari, che è un gioco di parole giapponese: può essere letta in due modi, perché Kirari, il nome originale della protagonista, anche se è di solito scritto in hiragana, può essere scritto con l'ideogramma Kira, che significa appunto "splendente", "scintillante".
Dal manga è stato tratto un anime, co-prodotto tra il Giappone e la Corea del Sud e andato in onda in Giappone su TV Tokyo tra l'aprile 2006 e il marzo 2009, per un totale di 153 episodi, suddivisi in tre serie. Nell'ultima, dall'episodio 103 all'epilogo, l'animazione è diventata in 3D e prende il nome di Kirarin Revolution Stage 3 (きらりん☆レボリューションＳＴＡＧＥ３?, Kirarin Reboryūshon STAGE3).
In Italia i primi 102 episodi sono stati trasmessi su Italia 1 dall'11 gennaio al 28 giugno 2010; la terza serie è inedita in Italia. Il manga, invece, è stato pubblicato, prima mensilmente per i primi sei volumi e poi a cadenza bimestrale per i successivi, da Star Comics dal gennaio 2010 all'ottobre 2011.

## Trama
Kilari Tsukishima è una giovane quattordicenne golosa, non interessata agli idol o al mondo dello spettacolo, poiché la sua mente è occupata dal cibo. Questa sua passione le ha impedito di trovarsi un ragazzo o di innamorarsi. Un giorno però, salvando una tartaruga su un albero, Kilari incontra Seiji, un ragazzo bellissimo e molto gentile, che in segno di gratitudine per aver salvato il suo animaletto le dà un biglietto per il concerto degli SHIPS, un popolare duo di idol, che si sarebbe tenuto quel giorno. Sul luogo del concerto Kilari ha un accidentale incontro/scontro con un altro bellissimo ragazzo che, dopo aver capito che il biglietto è un regalo di Seiji e che lei se ne è perdutamente innamorata, lo strappa e le dice di stare lontana da Seiji perché loro due vivono in due mondi diversi. Furiosa la ragazza non gli dà retta e riesce a introdursi di nascosto al concerto, scoprendo così che Seiji e l'altro ragazzo, Hiroto, sono in realtà i due membri del duo SHIPS. Capendo cosa voleva dire Hiroto per "due mondi diversi", la ragazza rifiuta di rinunciare a Seiji e dichiara che anche lei diventerà una idol. Ma il mondo dello spettacolo non è tutto rose e fiori, dietro i riflettori ci sono fatica, invidia e rivali senza scrupoli. Inizia così la scalata al successo di Kilari, che dovrà fare i conti con numerosi avversari del mondo dello spettacolo, oltre che col suo cuore, che in seguito comincerà a battere non più per Seiji, ma per Hiroto.

## Personaggi

La protagonista, Kilari Tsukishima

### Personaggi principali
Kilari Tsukishima (月島 きらり?, Tsukishima Kirari)
Doppiata da: Koharu Kusumi (ed. giapponese), Sonia Mazza e Valentina Ponzone (canzoni) (ed. italiana)
La protagonista della storia, è una ragazza molto carina ma anche golosa e impacciata, che tuttavia dimostra sempre un temperamento forte e deciso e non si arrende mai davanti alle difficoltà. All'inizio Kilari non è interessata a diventare una idol, anzi, la sua mente è occupata solo dal cibo; un giorno ha però uno scontro con Seiji Hiwatari, un membro del famosissimo duo SHIPS. Innamorata di lui, decide di diventare una idol per stargli più vicino (anche se poi comincerà ad amare il suo lavoro). Con Seiji ha un rapporto molto bello e da buoni amici, con Hiroto sono come cane e gatto, ma nonostante tutto Kilari finirà per innamorarsi perdutamente di lui. Vive a casa con suo padre Takashi e sua nonna (fan accanita di Hiroto), ha anche un fratello maggiore di nome Subaru, che però vive negli Stati Uniti, dove studia recitazione, inoltre sua madre Urara (che se ne andò di casa quando lei era molto piccola) è in realtà Luna, una famosa attrice di Hollywood. Ha un gatto che si occupa di lei di nome Na-san e a cui lei è molto legata. È nata il 7 luglio, gruppo sanguigno 0, i suoi cibi preferiti sono crêpe e takoyaki. Il suo colore preferito è il rosa.
Na-san (なーさん?, Nā-san)
Doppiato da: Chigusa Ikeda (ed. giapponese), Anna Mazza (ed. italiana)
È il gattino tuttofare di Kilari, sa cucinare, cucire, stirare, far le faccende di casa, sistemare i capelli a Kilari, sa praticare molti tipi di sport e ha un discreto successo con le gattine. Appoggia Kilari in qualsiasi occasione ed è di sicuro il suo migliore amico. Adora mangiare i taiyaki (biscotti giapponesi a forma di pesce). È il fratello maggiore di Mya-san e Na-yan. Ha imparato queste cose in un'università per gatti, la Gattica, di cui ha superato l'esame a pieni voti, suscitando la gelosia di Fuusan, il gatto mascotte di Hikaru. È nato il 3 luglio.
Hiroto Kazama (風真 宙人?, Kazama Hiroto)
Doppiato da: Akio Suyama (ep. 1-102), Takuya Ide (ep. 103-153) (ed. giapponese), Simone D'Andrea, Monica Bonetto  (da bambino) e Antonio Divincenzo (canzoni) (ed. italiana)
Membro degli SHIPS. Contrariamente a Seiji, è diretto e insensibile, soprattutto con Kilari (non perde mai occasione infatti di dirle che è una stupida), ma è il primo a correre in suo aiuto. È il maggiore di 5 fratelli, e poiché i suoi genitori devono viaggiare spesso per lavoro, lui si occupa di loro e della casa, pertanto è abilissimo a pulire, cucinare e cucire. Con il passare del tempo, si innamora di Kilari, ma sapendo fin dall'inizio che lei è innamorata di Seiji non le si dichiara, non sospettando che la ragazza ha iniziato a provare per lui gli stessi sentimenti. Mostra per la prima volta della gelosia per lei nell'episodio 9, quando lancia una tartaruga addosso a Arashi, vecchio amico di Kilari e uno spasimante, scacciandolo e dicendogli di smetterla e di lasciarla stare. Per all'incirca dieci episodi si reca a New York per studiare danza, ma ritorna subito per aiutare Kilari e per restare con lei. È nato il 10 giugno, gruppo sanguigno A, il suo cibo preferito è la carne alla griglia.
Seiji Hiwatari (日渡 星司?, Hiwatari Seiji)
Doppiato da: Souichiro Hoshi (ep. 1-102), Shikou Kanai (ep. 103-153) (ed. giapponese), Alessio De Filippis e Antonio Divincenzo (canzoni) (ed. italiana)
Membro degli SHIPS. È un ragazzo molto calmo, dolce e, anche se all'inizio non contraccambia i sentimenti di Kilari, alla fine riesce ad avere un certo interesse per lei. Non c'è quasi mai nessuna situazione che lo faccia arrabbiare, a parte quando fanno qualcosa a Kame, la sua tartarughina, che spesso guarda come se ne fosse innamorato. È a conoscenza dei sentimenti che Hiroto prova per Kilari ed è per questo che nel volume 13 dice a Kilari di amarla, solo per far sì che Hiroto si dichiari a quest'ultima. Possiede una tartarughina di nome Kame che è la sua mascotte. È nato il 24 dicembre, gruppo sanguigno AB, i suoi cibi preferiti sono i wagashi, i nattō e le alghe secche sottaceto.

### Altri idol
Erina Ogura (小倉 エリナ?, Ogura Erina)
Doppiata da: Masako Jō (ed. giapponese), Emanuela Pacotto e Simona Scuto (canzoni) (ed. italiana)
Idol della stessa compagnia di Kilari, ha appena debuttato quando appare la protagonista, perciò cerca in tutti i modi di ostacolare il suo debutto, temendo che Kilari le rubi la scena. In questi piani viene sempre aiutata dal suo cagnolino, TanTan. In apparenza è una ragazzina molto dolce e carina, ma in realtà è egoista, furba, aggressiva e senza scrupoli. Nonostante tutto, però, Kilari la ammira profondamente e la aiuta spesso, poiché crede nella loro amicizia, ed Erina si commuove quando Kilari la aiuta. È nata il 20 novembre, gruppo sanguigno AB, il suo cibo preferito è la sogliola alla mugnaia.
Arashi Amamiya (雨宮 嵐?, Amamiya Arashi)
Doppiato da: Takafumi Kawakami (ed. giapponese), Renato Novara (ed. italiana)
Amico di infanzia di Kilari e suo spasimante. Si era trasferito a Osaka quando lui e Kilari avevano 11 anni. Il padre è mago di professione e Arashi segue le sue orme, giocando scherzi a Kilari per farle abbandonare il mondo dello spettacolo e sposarlo. In seguito entra anche lui nel mondo dello spettacolo come illusionista. Possiede un gattino di nome Na-yan, fratello di Na-san e di Mya-san. È nato il 1º gennaio, gruppo sanguigno 0, il suo cibo preferito è l'udon cucinato alla maniera del Kantō.
Aoi Kirisawa (霧沢 あおい?, Kirisawa Aoi)
Doppiata da: Chiwa Saitō (ed. giapponese), Deborah Morese e Denise Misseri (canzoni) (ed. italiana)
È la idol più famosa del paese, tanto da essere soprannominata la "Idol Queen" poiché è stata la vincitrice per quattro anni del titolo "Regina di Diamanti degli Artisti". Matura, gentile e saggia, Kilari prova una grande ammirazione per lei e le due ragazze diventano amiche.
Fubuki Todō (藤堂 ふぶき?, Todō Fubuki)
Doppiata da: Noriko Shitaya (ed. giapponese), Jolanda Granato e Elena Tavernini (canzoni) (ed. italiana)
Arrogante e presuntuosa, fin da piccola ha fatto la modella, essendo sempre la numero uno, debutta all'improvviso come cantante con l'intenzione di sconfiggere Kilari. Ha un debole per Hiroto, ma non si tratta di vero amore. Ha un pulcino chiamato Toridoshi e un gattino chiamato Mya-san, che è in realtà fratello di Na-san e Na-yan. Per diventare più famosa decide di lasciare la sua agenzia e andare, per breve tempo, alla Black Wood, portando con sé Catherine, la coccodrilla della signora Higashiyama, proprietaria della sua vecchia agenzia.
Akane Minami (南 あかね?, Minami Akane)
Doppiata da: ? (ed. giapponese), Giulia Franzoso e Daniela Rando (canzoni) (ed. italiana)
Fredda e seria, fa parte dell'agenzia Higashiyama ed è una idol molto famosa, seconda solo ad Aoi, ed è arrivata seconda per due volte nella gara della "Regina di Diamanti degli Artisti". La sua personalità cambia radicalmente dopo il suo incontro con Kilari: infatti, la ragazza rimane colpita dall'infinita allegria di Kilari, e decide di ritornare la ragazza dolce e gentile di un tempo. Diventa anche una grande amica della stessa Kilari. Prima di essere ingaggiata dalla signora Higashiyama, era una bravissima ballerina, costretta tuttavia ad abbandonare la danza dopo un grave infortunio.
Izumi Amakawa (天川 いずみ?, Amakawa Izumi)
Doppiato da: Ryoka Yuzuki (ed. giapponese), Cinzia Massironi (ed. italiana)
È un ragazzo (nell'anime si traveste da ragazza) che vuole entrare nell'agenzia Higashiyama, e per farlo vuole dimostrare alla presidentessa che riuscirà a rovinare la popolarità di Kilari; perciò, durante una gara, bacia Hiroto di fronte alle telecamere, sostenendo che si erano conosciuti da piccoli e avevano il progetto di sposarsi. In questo modo Kilari si ingelosisce.
Il suo vero nome è Hyōtarō Izumi, un ragazzo a cui Hiroto aveva fatto la promessa di diventare con lui un idol, ma a causa del trasferimento della famiglia di Hyōtarō i due si erano separati. Successivamente il primo venne a conoscenza del fatto che Hiroto era diventato un idol famoso in coppia con un altro ragazzo e ne divenne geloso, decidendo così di travestirsi da ragazza e cercando di rovinare la carriera a Kilari. La storia della proposta di matrimonio nasce dalla frase detta da Hiroto quando gli propose di diventare idol con lui: "Tu sei il partner ideale. Se fossi una ragazza, ti sposerei", che Hyōtarō prese sul serio. Quando la sua vera identità viene scoperta, diventa meno aggressivo nei confronti di Kilari.
Hikaru Mizuki (観月 ひかる?, Mizuki Hikaru)
Doppiata da: Mai Hagiwara (ed. giapponese), Jenny De Cesarei e Vera Quarleri (canzoni) (ed. italiana)
All'inizio è un po' presuntuosa, ma dopo si rivela un'ottima amica per Kilari. Entra a far parte della sua stessa agenzia, ma solo grazie al suo aiuto, visto che soffre di panico da palcoscenico. Grazie all'aiuto di Kilari supera la paura e diventa sua amica: formeranno un duo, le Kilapika, con cui Hikaru debutterà, ma poi si divideranno perché Hikaru deve iniziare la sua carriera da solista. È nata il 7 febbraio.
Mio e Mao
Doppiate da: Ludovica De Caro e Gea Riva (ed. italiana)
Due gemelle modelle che debuttano come idol formando il duo Supernova, diventando le principali rivali delle Kilapika. Mio e Mao riescono a capire cosa pensa l'altra solo con uno sguardo, si vestono uguali, ma di colori diversi. In seguito, dopo lo scioglimento delle Kilapika, Kuroki le licenzia poiché non gli servono più, cosicché, dopo aver dimostrato che nonostante siano gemelle sono diverse tra loro, entrano a far parte dell'agenzia Muranishi, dopo aver vinto una gara in cui partecipava anche Kilari, formando il nuovo duo "M2".
Noel Yukino (雪野 のえる?, Yukino Noeru)
Appare nella terza stagione e fa parte delle Milky Way con Kobeni e Kilari. Ha la stessa età di Kilari, ma è una persona molto più matura e seria. Prima di essere una idol andava in una scuola solo femminile e frequentava tutti i club sportivi, poiché è molto dotata per lo sport. Il suo sogno è partecipare un giorno alle Olimpiadi. All'inizio non vuole diventare una idol, ma Kilari le fa cambiare idea. È innamorata del suo amico d'infanzia Ayomi Kurodi (che però è innamorato di Kilari). Il suo colore preferito è il blu.
Kobeni Hanasaki (花咲 こべに?, Hanasaki Kobeni)
Ha 14 anni, appare nella terza stagione e fa parte delle Milky Way con Noel e Kilari. Porta gli occhiali e si vede spesso in giro con una sfera di cristallo. È molto timida. Il suo colore preferito è il giallo.

### Mascotte
Kame (カメさん?, Kame-san)
È la mascotte di Seiji, una tartarughina con un buon fiuto.
Kaichō (ネズミ会長?, Nezumi Kanchō)
È un topolino, presidente dell'agenzia Muranishi.
Na-yan (なーやん?, Na-yan)
È il gattino di Arashi. Appartiene alla stessa cucciolata del gattino di Kilari ed è il più piccolo dei tre fratelli. Si diletta in trucchi di magia come il padrone. È un patito delle monete e porta sempre con sé un salvadanaio a forma di maialino sulle spalle avvolto in un panno.
Signor Na (Mr.なー?, Mr. Na)
È il gatto di Subaru, il fratello di Kilari e ama la pizza al formaggio.
Mya-san (みゃ～さん?, Mya-san)
È una delle due mascotte di Fubuki. È un gatto arrogante, fratello di Na-san e Na-yan.
ToriDoshi (とりどし?, Toridoshi)
È una delle due mascotte di Fubuki. È un pulcino.
Katherine
È il coccodrillo della signora Higashiyama.
Myu
È una gattina che si innamora di Na-san dopo essere stata salvata da due gatti cattivi. Appare dall'episodio 54. Nel manga è la gattina di Rai, uno dei gemelli del duo Rhinoceros.
Yoka
La gattina di Izumi. Ha un debole per Na-san.
Fuu-san
È il gatto di Hikaru, appare nell'episodio 64. Odia Na-san perché viene sempre messo in ombra da lui. Ciò succedeva anche ai tempi in cui frequentavano insieme l'università "Gattica".

### Personaggi secondari
Takashi Tsukishima (月島 天?, Tsukishima Takashi)
Doppiato da: Chomenori Yamawaki (ed. giapponese), Gabriele Calindri (ed. italiana)
È l'apprensivo padre di Kilari. Sulle prime, quando ha saputo che sua figlia poteva diventare una popstar, era contrario anche perché non voleva che sua figlia facesse la fine della madre e di questo ne era molto preoccupato. Ma successivamente, capendo che Kilari era fatta per quel mondo, l'ha incoraggiata a seguire i suoi sogni e ha accettato che la figlia entrasse nel mondo dello spettacolo. Attualmente vive insieme a Baba-chan, la nonna di Kilari.
Signor Kama (Kamata Tomo) (カマ?, Tomo Kamata)
Doppiato da: ? (ed. giapponese), Patrizio Prata (ed. italiana)
Autore, scrittore e coreografo delle varie canzoni delle idol. È molto intransigente con le sue clienti.
Baba-Chan (おばあちゃん?, Obaa-chan)
Doppiata da: Masako Nozawa (ed. giapponese), Caterina Rochira (ed. italiana)
È la dolce ed energica nonna di Kilari che vive con suo padre sin da quando la madre di Kilari lo ha abbandonato. Vuole molto bene a sua nipote e spesso le dispensa consigli di ogni tipo e le cucina meravigliose prelibatezze. È segretamente una fan accanita di Hiroto e lo adora alla follia.
Subaru Tsukishima (月島 すばる?, Tsukishima Subaru)
Doppiato da: Shintarō Asanuma (ed. giapponese), Leonardo Graziano (ed. italiana)
È il fratello giramondo di Kilari che vive a New York. Vuole molto bene a sua sorella ma inizialmente era geloso della sua fama e quindi, una volta che Kilari si sentiva male l'ha rimpiazzata perfettamente in tutto tranne che nella voce e quindi ha riconosciuto le difficoltà e i sacrifici che Kilari ha dovuto superare e quindi si è scusato con sua sorella. Lavora come attore famoso e ha un gatto che gli tiene compagnia di nome Mr.Na.
Miku (みく?, Miku) e Sayaka (さやか?, Sayaka)
Doppiate da: Serena Clerici (Miku) e Tiziana Martello (Sayaka) (ed. italiana)
Sono le migliori amiche di Kilari nella sua vecchia scuola. Escono di scena dopo l'episodio 18 per poi riapparire brevemente nell'episodio 102.
Shachou Muranishi (村西 社長?, Muranishi Shachou)
Doppiato da: Susumu Chiba (ed. giapponese), Diego Sabre (ed. italiana)
È il direttore dell'agenzia Muranishi. È convinto che gli idol si devono trattare come persone e non come oggetti. Nell'episodio 71, dimostra un certo interesse sia per la signorina Kumoi che per la signora Higashiyama, per la quale lavorava.
Kasumi Kumoi (雲井 かすみ?, Kumoi Kasumi)
Doppiata da: Michiko Neya (ed. giapponese), Mavi Felli (ed. italiana)
È la manger di Kilari. In passato era un'idol per l'agenzia Higashiyama, con il nome di Kasumi Hoshino, che poi si è ritirata e ha iniziato a lavorare in coppia con il signor Muranishi, del quale sembra innamorata. Saggia ed esperta, sa consigliare molto bene i suoi assistiti.
Kaoruko Higashiyama (東山薫子?, Higashiyama Kaoruko)
Doppiata da: Alessandra Karpoff (ed. italiana)
È la direttrice dell'agenzia Higashiyama. Nella prima stagione, vuole distruggere l'agenzia di Kilari con ogni mezzo, ma nella seconda lascia da parte i suoi piani per via di una promessa fatta al signor Muranishi, del quale è profondamente innamorata.
Signor Kitagawa
Doppiato da: Paolo De Santis (ed. italiana)
È il segretario dell'agenzia Higashiyama. In alcuni episodi dimostra di essere innamorato della signora Higashiyama.
Tina Garland
Doppiata da: Lara Parmiani (ed. italiana)
La "Idol Queen" di New York, Kilari la conosce durante un viaggio in quella città e le due diventano buone amiche. Capisce subito i sentimenti della protagonista per gli SHIPS, le dice di non farli aspettare troppo e che dovrà scegliere perché non può averli entrambi.
Mochio Mochida
Doppiato da: Massimo Di Benedetto (ed. italiana)
Altro artista che fa parte dell'agenzia Muranishi, è obeso, poco attraente e ha labbra enormi. Fece un provino per entrare negli SHIPS, ma non venne preso. Ha una cotta per Kilari, come Arashi, ma la ragazza non lo corrisponde. Più in là nella serie una ragazza di nome Reiko dimostrerà amore verso di lui, anche se questi la rifiuterà per dedicarsi interamente alla sua carriera d'artista, senza però negarle l'amicizia.
Akira Kuroki
Doppiato da: Alessandro Rigotti (ed. italiana)
È uno stilista famoso, soprannominato il "rivoluzionario" per via delle sue idee, ed è anche il manager delle Supernova per poco tempo. Malvagio e contorto, cerca di rendere impossibile con ogni mezzo la carriera delle Kilapika, arrivando a ferire i sentimenti di Hikaru. Successivamente, cacciate Mao e Mio, fonda la Black Wood, un'oscura agenzia che attira molti artisti e produttori già noti nel mondo dello spettacolo come Pierre Takada, Tommy Bakusho, Gengoro Daimonji, Fubuki Todo e altri. Costringe poi Kilari ad unirsi alla sua agenzia, minacciandola di rovinare le carriere dei suoi amici di fronte ad un suo rifiuto. Tuttavia, nonostante la sua natura di uomo cattivo e senza scrupoli, pronto a tutto pur di ottenere ciò che vuole, da giovane venne tradito e umiliato dalla proprietaria della sua vecchia agenzia di moda, la quale rubò a sua insaputa i modelli per dei vestiti preparati da Kuroki stesso e, inoltre, venne anche tradito dai suoi colleghi che, per non essere licenziati, non presero le sue difese. Fu in quel momento che perse completamente il concetto di "fiducia" negli altri ma grazie a Kilari riesce a convertirsi, liberando lei, gli altri artisti e sciogliendo la Black Wood.
Gengoro Daimonji
Doppiato da: Marco Balzarotti (ed. italiana)
È un eccentrico presentatore televisivo ed attore, famoso per aver interpretato "L'ispettore dalle folte sopracciglia" e amato da tutte le sue fan per il suo celebre "sguardo di sbieco". Si unirà alla Black Wood per poco tempo, nelle vesti di Black Gengoro.
Pierre Takada
Doppiato da: Riccardo Peroni (ed. italiana)
Celebre regista di film romantici. Collabora con Kilari nella prima parte della serie proponendogli di fare un film in cui lei però dovrà baciare Hiroto. Sapendo che non è innamorata di lui, ma di Seiji, alla scena del bacio si copre da una tenda e non bacia veramente Kilari dicendogli di risparmiare il suo primo bacio per la persona che lei ama veramente riferendosi probabilmente a Seiji. Attratto dalle offerte di Akira Kuroki, anche lui si unisce alla Black Wood per poco tempo.
Tommy Bakusho
È un presentatore di spettacoli divertenti; organizza lui la "gara di nuoto degli artisti" e anche lui si unisce per poco tempo alla Black Wood.
Urara Tsukishima / Luna (ルナ?, Runa)
Doppiata da: Daniela Fava (ed. italiana)
È una famosa attrice di Hollywood, diventata celebre dopo il suo debutto del suo primo film grazie alle sue doti recitative. In realtà è la madre di Kilari.
Himiko Saotome (サモメ ヒミコ?, Samome Himiko)
Doppiata da : Marcella Silvestri (ed. italiana)
È una disegnatrice di manga comparsa nell'episodio 55. Per disegnare un manga, Kilari (sotto il falso nome di Kirako) le chiede una mano ma, casualmente, la disegnatrice vede i disegni di Naa-San e pensa che li abbia fatti Kilari, così assume la ragazza, ma come prevedibile combina vari pasticci e Naa-san deve risolvere tutto. Ad un certo punto la mangaka vede Kilari impegnarsi e la aiuta perché le ricordava lei da piccola. Si scopre essere una grande fan degli SHIPS e grazie a Kilari riesce a realizzare il suo sogno di incontrarli dal vivo.
Lin Ibuki (伊吹 凛?, Ibuki Rin) e Ren Ibuki (伊吹 冽?, Ibuki Ren)
Due gemelli rivali di Kilari. Lin è energica e combattiva, è innamorata di Hiroto e in giapponese parla in dialetto. Ren, nei momenti in cui Lin ha difficoltà, si traveste e finge di essere sua sorella. Odia Hiroto perché piace a Lin.

## Manga
Il manga è stato scritto e disegnato da An Nakahara, serializzato inizialmente sulla rivista Ciao edita da Shogakukan dal marzo 2004, per poi spostarsi dal 2006 su Pucchigumi. La stessa casa editrice ha poi raccolto i capitoli in quattordici volumi tankōbon usciti tra il 28 agosto 2004 e il 24 luglio 2009.
Una seconda serie intitolata Kirarin Revolution Special Edition (きらりん☆レボリューション 特別編?, Kirarin Reboryūshon Tokubetsu-hen) è stata scritta da Taeko Ikeda e pubblicata dall'aprile 2006 al marzo 2009. Anche in questo caso i capitoli sono stati raccolti in formato tankōbon per un totale di sei volumi, pubblicati tra il 25 febbraio 2007 e l'aprile 2009.
In Italia la serie originale è stata pubblicata da Star Comics dal 13 gennaio 2010 al 26 ottobre 2011 mentre la seconda è inedita.

### Volumi
| Kilari (14 volumi)                            | |                        |                  |
| 1                                             | 28 agosto 2004 | ISBN 4-09-135616-8     | 13 gennaio 2010  |
| 1                                             | Capitoli - Capitoli 1-6 |                        |                  |
| 2                                             | 1º febbraio 2005 | ISBN 4-09-135617-6     | 10 febbraio 2010 |
| 2                                             | Capitoli - Capitoli 7-10 - Un emozionante festival scolastico - Diario di viaggio intorno al mondo della Maestra Nakahara - Kilari Data File                                                                         |                        |                  |
| 3                                             | 27 aprile 2005 | ISBN 4-09-135618-4     | 10 marzo 2010    |
| 3                                             | Capitoli - Capitoli 11-12 - Na-San Revolution - Kilari contro Erina: Innocuo (?) confronto alle terme - L'adorabile crêperie di Kilari - Manga Bonus Na-Yan Revolution                                               |                        |                  |
| 4                                             | 27 agosto 2005 | ISBN 4-09-135619-2     | 8 aprile 2010    |
| 4                                             | Capitoli - Capitoli 13-17 - I racconti di Kilari: Mya-San e Kame-San - I racconti di Kilari: Na-San Cenerentola |                        |                  |
| 5                                             | 26 dicembre 2005 | ISBN 4-09-130296-3     | 12 maggio 2010   |
| 5                                             | Capitoli - Capitoli 18-20 - Kilari Special: Il mistero di casa Tsukishima - Kilari Extra: Una principessa a dieta - Kilari Extra: La prova di coraggio di Na-San e Na-Yan - I racconti di Kilari: Cappuccetto Na-San |                        |                  |
| 6                                             | 31 marzo 2006 | ISBN 4-09-130399-4     | 24 giugno 2010   |
| 6                                             | Capitoli - Capitoli 21-24 - Kilari Extra: Mr. Na alla ricerca della vera pizza - Kilari Extra: Erina Returns |                        |                  |
| 7                                             | 29 luglio 2006 | ISBN 4-09-130525-3     | 11 agosto 2010   |
| 7                                             | Capitoli - Capitoli 25-28 - Kilari Extra: Na-san ne è stato testimone! Il segreto a casa di Hiroto - Kilari Extra: Kilari Hot Station - Sorpresa di fine volume: Diario originale                                    |                        |                  |
| 8                                             | 29 novembre 2006 | ISBN 4-091-30665-9     | 27 ottobre 2010  |
| 8                                             | Capitoli - Capitoli 29-31 - Kilari Extra: Kilari debutta come disegnatrice di manga?! - Kilari Extra: Un antenato di Na-san?! - Sorpresa di fine volume: Diario originale                                            |                        |                  |
| 9                                             | 30 marzo 2007 | ISBN 978-4-09-131090-3 | 23 dicembre 2010 |
| 9                                             | Capitoli - Capitoli 32-36 - Kilari Extra: Erina è innamorata - Kilari Extra: La leggenda del super cat Na-san - Kilari Extra: Kilari Hot Station                                                                     |                        |                  |
| 10                                            | 31 agosto 2007 | ISBN 978-4-09-131230-3 | 22 febbraio 2011 |
| 10                                            | Capitoli - Capitoli 37-41 - Kilari Extra: Na-san Quest - Kilari Extra: La tipica giornata di Na-san |                        |                  |
| 11                                            | 31 gennaio 2008 | ISBN 978-4-09-131497-0 | 21 aprile 2011   |
| 11                                            | Capitoli - Capitoli 42-45 - Kilari Extra: Kilari va in vacanza - Kilari Extra: Na-san, il gatto figo - Il principe rosa e la principessa depressa                                                                    |                        |                  |
| 12                                            | 1º luglio 2008 | ISBN 978-4-09-131760-5 | 23 giugno 2011   |
| 12                                            | Capitoli - Capitoli 46-49 - Kilari Extra: Kilari First Love |                        |                  |
| 13                                            | 28 novembre 2008 | ISBN 978-4-09-132086-5 | 22 agosto 2011   |
| 13                                            | Capitoli - Capitoli 50-55 |                        |                  |
| 14                                            | 24 luglio 2009 | ISBN 978-4-09-132685-0 | 26 ottobre 2011  |
| 14                                            | Capitoli - Capitoli 56-61 - Kilari Extra - Ultimo episodio: ...ciò che sarà |                        |                  |
| Kirarin Revolution Special Edition (6 volumi) | |                        |                  |
| 1                                             | 25 febbraio 2007 | ISBN 978-4-09-140314-8 | —                |
| 2                                             | 30 dicembre 2007 | ISBN 978-4-09-140460-2 | —                |
| 3                                             | 3 maggio 2008 | ISBN 978-4-09-140577-7 | —                |
| 4                                             | 2 agosto 2008 | ISBN 978-4-09-140689-7 | —                |
| 5                                             | dicembre 2008 | ISBN 978-4-09-140779-5 | —                |
| 6                                             | aprile 2009 | ISBN 978-4-09-140811-2 | —                |

## Anime
L'anime, prodotto da SynergySP e G&G Entertainment, è composto da 153 episodi suddivisi in tre serie, andate in onda su TV Tokyo, BS Japan e AT-X dal 7 aprile 2006 al 27 marzo 2009. Le prime 102 puntate, che corrispondono alle prime due stagioni, sono state prodotte in 4:3 con la classica animazione in 2D, mentre a partire dall'episodio 103 (l'inizio della terza stagione) il titolo della serie è stato cambiato in Kirarin Revolution Stage 3 (きらりん☆レボリューションＳＴＡＧＥ３?, Kirarin Reboryūshon STAGE3), i disegni sono prodotti in 3D e in formato 16:9.
In Italia è stato acquistato da Mediaset e sono state trasmesse le prime due stagioni su Italia 1 dall'11 gennaio al 28 giugno 2010. La terza stagione è inedita. L'adattamento italiano è molto fedele all'originale. La versione italiana utilizza due videosigle di apertura: quella della prima stagione alterna immagini della prima opening giapponese (in cui gli accrediti di produzione rimangono completamente in lingua originale) a riprese dal vivo, in cui Valentina Ponzone balla e canta in una scenografia simile a quella della versione giapponese. La videosigla della seconda stagione invece mostra Kilari che balla sotto uno schermo, mentre passano immagini provenienti alternativamente dalla seconda opening e da episodi casuali). Inizialmente la sigla di chiusura (nei primi episodi della seconda stagione) è simile alla prima con la differenza che vengono racchiuse in un riquadro da una parte le immagini della ending corrente e dall'altra i crediti italiani; ma negli episodi seguenti le immagini dell'ending vengono messe a tutto schermo in versione creditless con i nuovi crediti italiani e internazionali a comparsa. Gli episodi dall'1 al 51, corrispondenti alla prima stagione, sono stati raccolti in 8 volumi DVD editi da Universal Pictures e pubblicati da agosto a novembre 2010.

### Canzoni e sigle

#### Originali
- Sugao-flavor: canzone di debutto di Kilari e prima sigla finale, scritta da Michito, composta da Tetsurō Oda e arrangiata da Yasuji Goto, è interpretata da Koharu Kusumi.
- Koi kana (恋☆カナ?): seconda canzone di Kilari e prima sigla di apertura, scritta da Shin Furuya, composta da Tetsurō Oda e arrangiata da Masaki Iehara, è interpretata da Koharu Kusumi.
- Koi hanabi (恋花火?): terza canzone di Kilari, cantata ad un concorso contro Fubuki, scritta da An Nakahara e a2c (Atsushi Shindo), composta da a2c e arrangiata da Katsuyuki Harada, interpretata da Koharu Kusumi. Esprime i suoi sentimenti per Hiroto.
- Ultra Diva: prima canzone di Fubuki, scritta per un concorso contro Kilari, remix di "Koi Hanabi".
- Balalaika (バラライカ?): quarta canzone di Kilari e seconda opening, scritta da BULGE, composta e arrangiata da Shigeki Sako e interpretata da Koharu Kusumi.
- Ōki na ai de motenashite (大きな愛でもてなして?): seconda ending, scritta e composta da Tsunku, arrangiata da Takahashi Kyoichi e interpretata dalle Cute.
- Mizuiro Melody (水色メロディ?): terza ending, scritta da Shin Furuya, composta da Katsuhiko Kurosu e arrangiata da Daisuke Katō, è interpretata da Koharu Kusumi.
- Love Dayo Darling (Loveだよ☆ダーリン?): quarta ending, scritta da Eko Suyamachi, composta e arrangiata da Katsuya Yoshida e interpretata da Koharu Kusumi.
- Love × Mega (ラブ×メガ?): scritta da MEG ROCK (Meyumi Hyuga), composta da Takafumi Iwasaki, arrangiata da Daisuke Katō è interpretata dagli SHIPS (Akio Toyama e Soichiro Hoshi).
- Skylanka Summer: è l'unica canzone di Erina.
- Moebius: prima canzone di Akane.
- Happy (ハッピー☆彡?): scritta, composta e arrangiata da BOUNCEBACK (Tomoki Kawade ed Emiko Takeuchi), quinta canzone di Kilari e terza opening. È interpretata da Koharu Kusumi.
- Koi no mahou wa hapipi no pi! (恋の魔法はハビビのビ!?): prima canzone di Hikaru, interpretata da Mai Hagiwara, quinta ending (in quel caso però, è interpretata da Koharu Kusumi), scritta (insieme a Chieko Suyama), composta e arrangiata da Katsuya Yoshida.
- Olala: scritta da Yae Koyama, composta da Tomokazu Tashiro, arrangiata da Yoichiro Yasuoka è interpretata da Koharu Kusumi.
- Hana o pūn (はなをぷーん?): quarta opening, scritta da Yum Yum, composta da Men Men, arrangiata da Jiro Miyanaga e Men Men, ed è interpretata da Kilapika (Koharu Kusumi e Mai Hagiwara).
- Futari wa NS (ふたりはNS?): scritta da Yum Yum, composta da Men Men, arrangiata da Jiro Miyanaga ed è interpretata dalle Kilapika.
- Hikari no naka He...: scritta e composta da bice (Yuko Nijima), arrangiata da ryo (Ryo Tanaka) ed è interpretata dagli SHIPS.
- Chance! (チャンス!?): sesta canzone di Kilari e quarta opening, scritta da 2 °C, composta e arrangiata da Yuya Saito, interpretata da Koharu Kusumi.
- Anataboshi (アナタボシ?): quinta opening, prima canzone delle Milky Way (Koharu Kusumi, Sayaka Kitahara e Tomo Yoshikawa), scritta da 2 °C, composta da Tetsurō Oda e arrangiata da Masaki Iehara.
- Tan Tan Tān! (タンタンターン！?): seconda canzone delle Milky Way, scritta, composta e arrangiata da Kenichi Maeyamada.

#### Italiane
- Kilari - Il mondo è con te: opening e ending dell'anime e seconda canzone di Kilari, scritta da Fabio Gargiulo, Max Longhi e Giorgio Vanni e composta da Max Longhi e Giorgio Vanni. Sostituisce Koi Kana.
- Il mio vero volto: prima canzone di Kilari, scritta e composta da Goffredo Orlandi. Sostituisce Sugao-flavor.
- You can fly: è l'unica canzone di Erina, scritta da Susanna Balbarani e Daniela de Marchi e composta da Maurizio Bianchini e Graziano Pegoraro. Sostituisce Skylanka Summer. Si sente l'inizio negli episodi 16 e 21 e viene cantata solo nell'episodio 39. Nell'episodio 71 afferma che ne esistono 17 versioni diverse.
- Il cuore di una star: canzone di Fubuki che cantò ad un concorso contro Kilari, scritta da Angiolina Gobbi e composta da Cristiano Macrì e Antonio D'Ambrosio. Viene eseguita insieme al duo dei Rhynoceros. Sostituisce Ultra Diva.
- Fuoco d'artificio: terza canzone di Kilari, che quest'ultima cantò ad un concorso contro Fubuki, esprimendo i suoi sentimenti per Hiroto. La canzone è scritta da Guido Morra, composta da Maurizio Fabrizio e arrangiata da Goffredo Orlandi. Sostituisce Koi Hanabi.
- Balalaika: quarta canzone di Kilari, che cantò al suo primo concerto nell'episodio 28. Mantiene lo stesso titolo della canzone originale, ma è una canzone diversa scritta e composta da Max Longhi e Giorgio Vanni.
- Cenerentola, vento di primavera: è l'unica canzone di Kasumi Hoshino (la signorina Kumoi), composta dieci anni prima delle vicende narrate nell'anime; è solo nominata nell'episodio 37.
- Cuori all'unisono: prima canzone degli SHIPS, scritta da Angiolina Gobbi e composta da Antonio D'Ambrosio. Sostituisce Love x Mega.
- Diventa il mio re: seconda canzone di Fubuki che cantò nell'episodio 39, scritta e composta da Fausto Cogliati.
- Tu sei unica: seconda canzone degli SHIPS, si sente nell'episodio 46 ed è scritta e composta da Max Longhi e Giorgio Vanni. Sostituisce Love x Mega.
- Io ti troverò: canzone di Akane Minami, scritta e composta da Stefano Cenci. Sostituisce Moebius.
- La speranza del cuore: canzone di Aoi Kirisawa che cantò nell'episodio 51, scritta da Arianna Martina Bergamaschi e composta da Alessandro Boriani. Ne canta una parte anche Kilari nell'episodio 86, perché sostituisce la sua canzone Chance!.
- Happy: quinta canzone di Kilari, accennata nell'episodio 60, si sente per intero nel 62. Mantiene lo stesso titolo della canzone originale, ma è una canzone diversa scritta e composta da Max Longhi e Giorgio Vanni.
- Magia d'amore: canzone di debutto di Hikaru Mizuki, cantata nell'episodio 63, scritta e composta da Ivano Suardi. Sostituisce Koi no Mahou wa Hapipi no Pi!.
- Aria: seconda canzone di Hikaru Mizuki, scritta e composta da Marco Marrone.
- Il filo rosso tra noi due: canzone di debutto di Izumi Amakawa. Izumi ne annuncia l'uscita nell'episodio 64, ma non l'ha mai interpretata.
- Inseparabili: canzone di debutto delle Kilapika (KIlari e Hikaru), scritta da Maria del Carmen Odria e composta da Goffredo Orlandi. Sostituisce Futari Ha NS. Si sente per la prima volta nell'episodio 66 e il titolo viene rivelato nell'episodio 71.
- Con la punta del naso: seconda e ultima canzone delle Kilapika, scritta da Simone Mario Cattani e composta da Raffaele Rinciari. Si sente per la prima volta nell'episodio 77, in occasione del loro ultimo concerto. Sostituisce Hana wo Punn.
- Mitical light: terza canzone degli SHIPS, cantata nell'episodio 78, scritta da Angiolina Gobbi e composta da Antonio d'Ambrosio. Sostituisce Hikari no Naka he.....

## Nel manga
- Srilanka d'estate di Erina Ogura (vol. 1)
- Sonata d'estate degli SHIPS (vol. 1)
- Kirari*Revolution! di Kilari Tsukishima (vol. 1)
- Vento autunnale al Tajmahal di Erina Ogura (vol. 2)
- Na-san*Revolution! di Na-san (vol. 3)
- Il tempio dell'acqua pura, colori d'inverno di Erina Ogura (vol. 3)
- Crepuscolo in Cappadocia di Erina Ogura (vol. 5)
- Ultra Diva 2006 di Fubuki Todo (vol. 6)
- Fuochi d'artificio d'amore di Kilari Tsukishima (vol. 6)
- Supreme Night degli SHIPS (vol. 7)
- Boogie a Samarcanda di Erina Ogura (vol. 10)
- Balalaika di Kilari Tsukishima (vol. 10)
- Love x Mega degli SHIPS (vol. 10)
- Spectrum Kiss di Cloudy (vol. 10)

## CD
Il 15 giugno 2010, Kilari, Balalaika, Fuoco d'artificio, Il cuore di una star, La speranza del cuore, Io ti troverò, Tu sei unica, Diventa il mio re, Cuori all'unisono, Il mio vero volto, Magia d'amore e Con la punta del naso sono state raccolte in un CD dal titolo Kilari con Valentina. Alcuni mesi dopo, a ottobre, le canzoni del CD precedente e cinque ancora inedite (Aria, You Can Fly, Happy, Inseparabili e Mitical Light), per un totale di 17 brani, sono state raccolte in un nuovo CD.